# Histoire(s) de la Dernière Guerre

Histoire(s) de la Dernière Guerre est un magazine français d’Histoire consacré à la période 1939-1945. Il fait appel à de nombreux historiens et universitaires pour suivre de manière chronologique au fil des numéros l’évolution du second conflit mondial.

## Présentation
- Pays : 				France
- Langue(s) : 			Français
- Périodicité :			bimestriel
- Format : 			A4
- Genre :				Histoire contemporaine
- Prix au numéro :		6,90€
- Fondateur :			Yannis Kadari
- Date de fondation :		2009
- Éditeur :			Editions Caraktère
- Propriétaire :			Editions Caraktère
- Directeur de la rédaction :	Yannis Kadari
- Rédacteur en chef :		Yannis Kadari
- (ISSN 2104-807X)

## Généralités
Histoire(s) de la Dernière Guerre est le cinquième titre des éditions Caraktère. Le premier numéro du magazine est sorti en septembre 2009 pour commémorer les 70 ans du début de la Seconde Guerre mondiale.
Chaque numéro couvre deux mois de guerre autour d'une trame centrale, des chroniques quotidiennes reprenant les principaux faits et événements du bimestre sous forme de brèves et de courts articles. Le reste du magazine est constitué d’articles de fond rédigés par différents spécialistes des dimensions politiques, diplomatiques, militaires, économiques, sociétales et culturelles de la Seconde Guerre mondiale. Un sujet particulier est toujours mis en valeur dans un dossier (la guerre d’Espagne, le nazisme, la collaboration, le "Blitz", etc.).
La rubrique « Passeur d’Histoire » est une interview exclusive d’un témoin direct des événements : victimes de la Shoah (Robert Goldberg), grands résistants (Stéphane Hessel, Raymond Aubrac, Jean-Louis Crémieux-Brilhac, Daniel Cordier), soldats de la France libre (Yves Guéna) et de nations étrangères (Philippe Brousmiche, Ghebreselassié Beraki), reviennent ainsi sur leur parcours, leur engagement contre le nazisme, ou leur combat dans le conflit. La rubrique « à lire » recense les ouvrages récemment publiés sur le sujet et comporte une section jeunesse animée par Rolande Causse. Une rubrique cinéma fait aussi systématiquement l’étude d’un film d’époque ou d’un genre cinématographique (le Western, etc.).

## Principaux collaborateurs
De nombreux universitaires et chercheurs francophones collaborent à Histoire(s) de la Dernière Guerre. On peut citer :
- Diane Afoumado (United States Holocaust Memorial Museum – Washington)
- Daphné Bolz (maître de conférences en sciences du sport à l’université de Rouen)
- Michael Jabara Carley (directeur du département d’histoire de l’université de Montréal)
- Rolande Causse (écrivain)
- Antoine Champeaux (ancien conservateur du musée des Troupes de marine de Fréjus)
- Johann Chapoutot (maître de conférences à l’université Pierre Mendès-France de Grenoble)
- Philippe Chassaigne (professeur d’histoire contemporaine à l’université François Rabelais de Tours)
- Nicolas Chevassus-au-Louis (université Montpellier I)
- François Cochet (université Paul Verlaine-Metz)
- François Delpla (normalien, auteur de la première biographie d’Hitler en langue française)
- Fabrice Delsahut (maître de conférences à Paris IV Sorbonne)
- Éric Deroo (anthropologue et chercheur associé au CNRS)
- Christian-Jacques Ehrengardt (rédacteur en chef du magazine Aérojournal)
- Edouard Husson (maître de conférences à l’université Paris-Sorbonne - Paris IV)
- Fabrice Jonckheere (Guide d'expédition polaire et tropicale,  ancien chef de projet du Pôle de Recherche et d'Enseignement Supérieur de  Université Paris-Est, conférencier, auteur sur l'Histoire militaire et stratégique navale du Japon de Meiji  et Showa)
- François Kersaudy (université Panthéon-Sorbonne - Paris I)
- Bernard Lachaise (université Michel de Montaigne - Bordeaux III)
- Sébastien Laurent (université Michel de Montaigne - Bordeaux III)
- Dominique Lormier (membre de l’Institut Jean-Moulin et ancien directeur de collection aux éditions du Rocher)
- Jean-Louis Margolin (université de Provence - Aix-Marseille I)
- Jean-Louis Panicacci (ancien maître de conférences à l’université de Nice)
- Rémy Porte (ancien directeur de la recherche et de la prospective au Service Historique de la Défense-département Terre)
- Philippe Richardot (directeur de recherches à l’Institut für vergleichende Taktik de Vienne-Potsdam)

## Publications
Entre septembre 2009 et mai 2012, dix-huit numéros ont été publiés.